# 7 Gwardyjski Korpus Pancerny

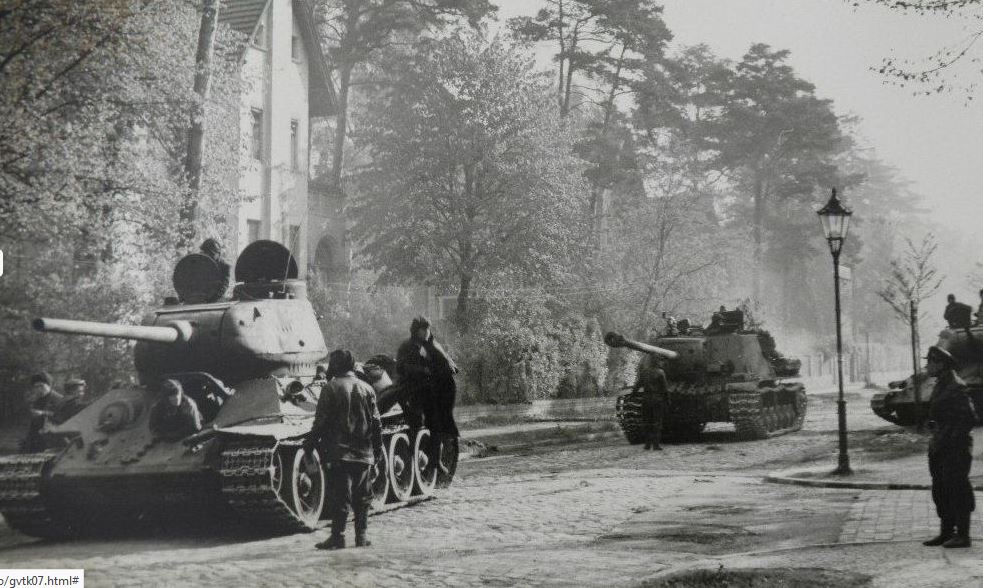
Czołgi 7 Gwardyjskiego Korpusu Pancernego podczas operacji berlińskiej

7 Berliński Gwardyjski Korpus Pancerny odznaczony Orderem Lenina, dwukrotnie Orderem Czerwonego Sztandaru i Orderem Suworowa (ros. 7-й гвардейский танковый Берлинский ордена Ленина, дважды Краснознамённый, ордена Суворова корпус) – jednostka pancerna Armii Czerwonej, uczestniczyła w walkach przeciw armii niemieckiej na terytorium Związku Radzieckiego, Polski i III Rzeszy.
7 Gwardyjski Korpus Pancerny został utworzony rozkazem z 26 lipca 1943, przez przemianowanie  15 Korpusu Pancernego. Przeciw armii niemieckiej walczył głównie w składzie 3 Armii Pancerna Gwardii. 
Na ziemiach polskich brał udział w operacji lwowsko-sandomierskiej Armii Czerwonej uczestnicząc m.in. w walkach o Przemyśl. Następnie uczestniczył w walkach na przyczółku baranowsko-sandomierskim oraz w walkach kończących okupację niemiecką w następujących miejscowościach: Częstochowa, Jędrzejów, Kłobuck, Praszka, Radomsko, Rybnik i Wieluń. W czasie tych walk dowodzony był głównie przez gen. mjra Siergieja Iwanowa.
W czasie operacji wiślańsko-odrzańskiej 7 Gwardyjski Korpus Pancerny prowadząc natarcie razem z jednostkami 52 Armii opanował Jędrzejów. W nocy z 15 na 16 stycznia 1945 sforsował rzekę Pilicę. Następnie zgodnie z rozkazem, prowadził natarcie w kierunku Częstochowy, w czasie którego był atakowany przez niemieckie lotnictwo. Ataki lotnicze ustały kiedy wojska z 54 Gwardyjskiej Brygady Pancernej opanowały lotnisko  we wsi Rudniki. W walkach o Częstochowę polegli m.in.: starszy lejtnant Adam Kowalczuk i kpt. Michaił Kuźmin.
Po walkach o Częstochowę 7 Gwardyjski Korpus Pancerny prowadził działania pościgowe w kierunku Wrocławia.
W czasie dalszych działań bojowych prowadzonych na terytorium III Rzeszy uczestniczył w zdobyciu m.in. Bunzlau, Haynau, Lauban, Naumburg am Queis i Goldberg. 
Najcięższe walki toczył o Lauban. Miasteczko zostało ostatecznie zdobyte 9 maja 1945 przez wojska 31 Armii w ramach operacji praskiej.
Po zakończeniu operacji berlińskiej w czasie której zdobyta został stolica Niemiec, 7 Gwardyjski Korpus Pancerny szlak bojowy zakończył w rejonie czeskiej Pragi.

## Dowództwo korpusu
- gen. mjr Filipp Rudkin (26.07.1943 - 06.08.1943),
- gen. mjr Kiryłł Suleikow (03.08.1943 - 14.12.1943),
- gen. mjr Siergiej Iwanow (14.12.1943 - 20.07.1944),
- gen. mjr Wasilij Mitrofanow (21.07.1944 - 07.10.1944),
- gen. mjr Siergiej Iwanow (08.10.1944 - 10.04.1945),
- gen. mjr Wasilij Nowikow (09.04.1945 - 00.08.1945)[10].

Szef sztabu:
- płk Aleksandr Łozowski (26.07.1943 - 18.02.1944)
- płk Grigorij Puzankow (07.12.1943 - 09.05.1945)[11].

## Struktura organizacyjna
- 54 Gwardyjska Brygada Pancerna, dowódca: gen. mjr Iwan Czugunkow[12]
- 55 Gwardyjska Brygada Pancerna, dowódca gen. mjr Dawid Draguński[13]
- 56 Gwardyjska Brygada Pancerna, dowódca gen. mjr Zachar Slusarenko[14]
- 23 Gwardyjska Brygada Piechoty Zmotoryzowanej, dowódca płk Aleksandr Gołowaczow[15][16].